# ウィンドウ・イン・ザ・スカイズ
「ウィンドウ・イン・ザ・スカイズ」（Window in the Skies）は、U2が2007年に発表した曲で、シングルリリースされた。

## 概要
「The Saints Are Coming」と同じくアビー・ロード・スタジオでリック・ルービンと作った曲。なおこの曲は2008年グラミー賞のBest Pop Performance by a Duo / Group With Vocalsにノミネートされたが、授賞は逃した。
この曲はVertigoツアーで6回演奏されているが、そのうち4回は日本、そのうち1回は2006年12月1日の『ミュージックステーション』出演の際である。U2はこの曲とVertigoを演奏した。

## 収録曲

### Version 1 CD
1. Window in the Skies" (Single version)
2. Tower of Song (From Leonard Cohen: I'm Your Man)

### Version 2 MD
1. Window in the Skies (Single version)
2. Zoo Station (Live at River Plate Stadium, Buenos Aires, Argentina)
3. Kite  (Live at Telstra Stadium, Sydney, Australia)

### Version 3 DVD
1. Window in the Skies (Audio)
2. The Saints Are Coming (Video; featuring Green Day)
3. Tower of Song (Video - from Leonard Cohen: I'm Your Man)

## PV

### Modernista Version 1
- 監督：ゲイリー・ケプケ
- プロデューサー：ヴェリティ・グランサム、ダン・ロバーツ
- ロケ地：Corner Hotel（リッチモンド）
- 撮影日：2006年11月20日
- リリース日：2006年12月17日

（Version2には著作権の問題でVersion 1に欠けていたThe Beatlesの映像が加えられている。）
曲も然ることながら、偉大なアーチストが入れ替わり立ち代り登場するPVも話題となった。皆、大なり小なりU2の影響を与えたミュージシャンで、サイモン＆ガーファンクル、ビョーク、ボブ・マーリー、Talking Heads、デヴィッド・ボウイ、フランク・シナトラ、カニエ・ウエスト、ナット・キング・コール、The Who、The Rolling Stones、ジミ・ヘンドリクス、Nirvana、Radiohead、メアリー・J・ブライジ、エルビス・プレスリー、エルトン・ジョン、The Police、Arcade Fire、The Pretenders、レイ・チャールズ、Led Zeppelin、サム・クック、Queen、スティービー・ワンダー、フランク・ザッパ、ロイ・オービソン、ルイ・アームストロング、ルー・リード、ジョニー・キャッシュ、Jane's Addiction、The Smith、ベック、ビヨンセ、The Commodores、The White Stripes、Sly & The Family Stone、アリシア・キーズ、スモーキー・ロビンソン、ロニー・スペクター、MC5、マディ・ウォーターズ、ジャッキー・ウイルソン、Public Enemy、ジェリー・リー・ルイス、ジェイ・Z、ビリー・ホリデイ、The Clash、The Temptations、マービン・ゲイ、Yeah Yeah Yeahs、エルビス・コステロ、The Ramones、イギー･ポップ、パティ・スミス……全部で137人（組）。なおキース・リチャーズをジョージ・ハリソンと見間違えた人が多かったそうだ。
権利関係をクリアするのは大変だったそうで、漏れている主なミュージシャンはボブ・ディラン、ヴァン・モリソン、ブルース・スプリングスティーン、ジェームズ・ブラウン、チェック・ベリーといったあたり。
PVの趣旨はもちろん偉大なアーチストに対するリスペクトだが、『Rattle And Hum』のときに受けた「偉大なアーチストと自分たちを同格と看做している」という批判を避けるために、観客席にメンバーが混じっている。3:22にアダム、3:30にボノ、3:34にラリー、3:51にエッジの姿が見える。

### Nexus Version
- 監督：ヨナス・オデル
- プロデューサー：リサ・モラー
- 撮影日：2006年12月
- リリース日：2006年12月17日

「U2 By U2」に収録された若き日のU2の写真を立体化したもの。

## リミックス
- Jacknife Lee Mix (2007)

## Tower of Song
B面に収録。
→「Tower of Song」